# Olga Ballester Nebot
Olga Ballester Nebot (Benetússer, 1966) és una mestra i política balear, diputada al Parlament de les Illes Balears en la IX legislatura.
El 1989 és llicenciada en Ciències Biològiques i especialitzada de bioquímica per la Universitat de València. En 1990 va treballar com a voluntària a Kenya, i en 1991 en una empresa alimentària de València i en un laboratori d'anàlisi clínica de Palma.
Des de 1996 treballa com a professora d'ensenyament secundari a l'institut Antoni Maura de Palma. És membre de l'associació de mestres PLIS,Educación,por favor,(PLIS: Profesores libres de ingeniería social) format en 2013 per criticar el deteriorament del sistema educatiu i per oposar-se al que anomenen «instrumentació política de les aules al servei del nacionalisme català».
A les eleccions al Parlament de les Illes Balears de 2015 figurà en el número 2 com a independent en la llista de Ciutadans per Mallorca.